# Eduardo Acevedo Díaz
Eduardo Acevedo Díaz (20. dubna 1851, Montevideo – 18. června 1924, Buenos Aires) byl uruguayský spisovatel.

## Tvorba
Jeho nejznámějšími díly jsou románová trilogie Ismael (1888; orig. Ismael), Domorodkyně (1890; orig. Nativa) a Výkřik slávy (1893; orig. Grito de gloria) o boji za svobodu proti Španělsku a o okupaci Brazílie, a román Samota (1894 ; orig. Soledad).